# Tribunal de Justiça do Estado de Goiás
O Tribunal de Justiça do Estado de Goiás (TJGO) é um órgão do Poder Judiciário de Goiás, com sede em Goiânia e jurisdição em todo o território estadual. Atualmente é presidido pelo desembargador Leandro Crispim, cujo biênio encerra-se em 1º de fevereiro de 2027. É composto por 42 desembargadores.

## História

### Antecedentes

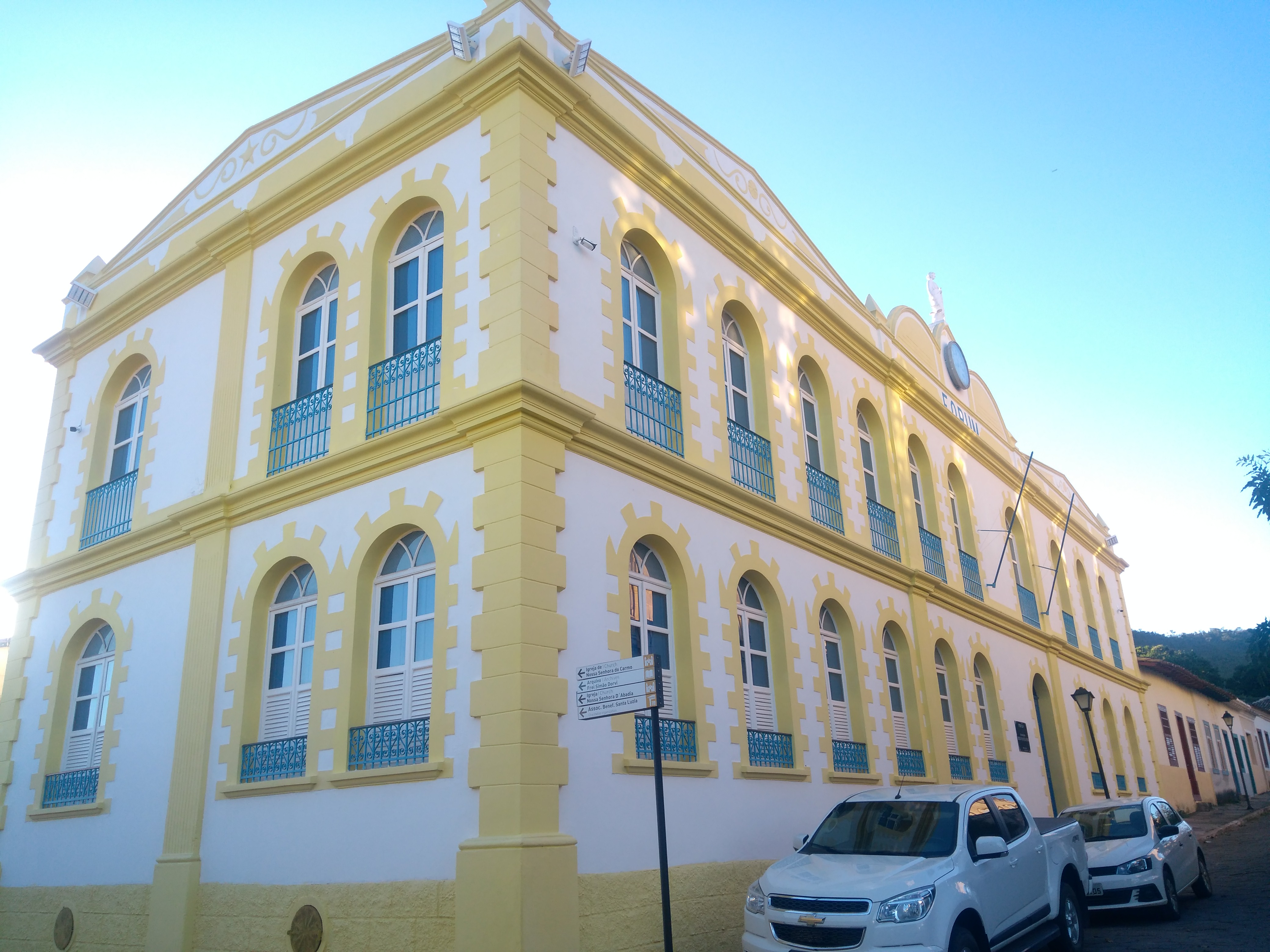
Primeira sede do Tribunal da Relação de Goiás, atual Fórum Desembargador Emílio Francisco, na cidade de Goiás.

Até 1809, havia apenas uma comarca em toda a província de Goiás. A partir desse ano, foi criada a Comarca do Norte, sediada em São João das Duas Barras. Com o crescimento populacional da província, iniciaram-se os processos para criar a Relação de Goiás, cumprindo assim a Constituição de 1824.

### A criação do Tribunal
O Tribunal de Justiça de Goiás surgiu no Brasil Império, em agosto de 1873 sob o Decreto de Dom Pedro II, como um Tribunal de Relação. No dia 1º de maio do ano seguinte, o Tribunal foi estabelecido pelos seguintes desembargadores:
- José Ascenço- 1° presidente (interino) do Tribunal;
- Adriano Manoel Soares- 2º presidente do Tribunal;
- Luiz José de Medeiros;
- Joaquim de Azevedo Monteiro;
- Elias Pinto de Carvalho.

O prédio que sediava a Relação de Goiás era o de número 1 do Largo do Rosário, na cidade de Goiás. 

### Primeiros atos
A primeira sessão ordinária ocorreu em 5 de maio de 1874, quando os três referidos desembargadores, na condição de juízes de Direito foram escolhidos para exercer o Desembargo da Relação. 
O primeiro julgamento teve duração de um mês, iniciado em 19 de maio daquele ano e encerrado em 19 de junho, quando iniciou-se o segundo. Neste primeiro, os juízes se segunda instância trataram do Habeas Corpus n.º 1.Com a instalação da República e a mudança de denominação das unidades federativas, o Tribunal fora renomeado para Tribunal de Justiça do Estado de Goiás TJGO.

### Transferência de capital
Após 63 anos funcionando na cidade de Goiás, juntamente com os outros três poderes do Estado, o TJGO passou a funcionar na recém-inaugurada Goiânia, sob presidência do desembargador Antônio Perillo, no dia 16 de março de 1937, por decreto do interventor federal, Pedro Ludovico Teixeira.
Já em 27 de junho de 1986, dois novos edifícios foram inaugurados pelo então presidente e desembargador Geraldo Crispim Borges. Eram estes, a sede do TJGO e o Fórum. A cerimônia foi presenciada pelo governador Onofre Quinan, pelo presidente da OAB, Marcos Afonso Borges e pelo Procurador-geral do Estado, Amaury de Sena Ayres.  A atual sede do Tribunal de Justiça de Goiás, é o Palácio Desembargador Clenon de Barros Loyola, desde 1988, quando o homenageado faleceu.

## Competências e regimento interno
São nove competências do Tribunal de Justiça do Estado de Goiás, sendo essas de acordo com a Constituição Estadual da referida unidade federativa:

Nesse sentido, a Constituição do Estado de Goiás 
define em se artigo 46 que compete privativamente ao 
Tribunal de Justiça:
I – eleger seu Presidente, Vice-Presidente, 
Corregedor-Geral de Justiça e outros ocupantes de 
cargos de direção;
II – elaborar seu regimento interno, com 
observância das normas de processo e das garantias 
processuais das partes, dispondo sobre as atribuições, 
competências e funcionamento de seus órgãos 
jurisdicionais e administrativos;
III – organizar sua secretaria e seus serviços 
auxiliares e os dos juízos que lhe são subordinados, 
velando pelo exercício da atividade correicional respectiva;
Poder Judiciário - Tribunal de Justiça do Estado de Goiás
IV – propor ao Poder Legislativo, observado o 
disposto no art. 169 e parágrafos da Constituição da 
República:
a) a alteração do número dos seus membros;
b) a alteração da organização e da divisão 
judiciárias do Estado;
c) a criação de novas varas judiciais;
e) a criação e a extinção de cargos e a fixação da 
remuneração dos seus auxiliares e dos juízos que lhe 
são vinculados, bem como a fixação do subsídio de 
seus membros e dos juízes;
V – promover a indicação dos candidatos ao 
preenchimento dos cargos de Desembargador e 
prover, na forma da lei:
a) os cargos de juiz não iniciais de carreira;
b) os cargos iniciais da carreira da magistratura 
estadual e os demais cargos necessários à 
administração da Justiça, por concurso público de 
provas ou de provas e títulos, exceto os de confiança, 
assim definidos em lei, obedecido o disposto no art. 
169, § 1º, da Constituição da República;
VI – conceder licenças, férias e outros 
afastamentos a seus membros, aos juízes e servidores 
que lhe são imediatamente vinculados;
VII – processar e julgar originariamente:
a) a ação direta de inconstitucionalidade e a ação 
direta de constitucionalidade de lei ou ato estadual 
e municipal, em face da Constituição do Estado, e o 
pedido de medida cautelar a ela relativo;
b) a representação que vise à intervenção do 
Estado em Município para assegurar a observância 
de princípios constitucionais ou para promover a 
execução da lei, ordem ou decisão judicial;
c) o Vice-Governador e os Deputados Estaduais, 
nas infrações penais comuns;
d) os Secretários de Estado nos crimes comuns 
e nos de responsabilidade não conexos com os do 
Governador;
e) os Juízes de primeiro grau e os membros do 
Ministério Público, nas infrações penais comuns e nos 
crimes de responsabilidade, ressalvada a competência 
da Justiça Eleitoral, e, nas infrações penais comuns, os procuradores do Estado e da Assembleia Legislativa e 
os defensores públicos, ressalvadas as competências 
da Justiça Eleitoral e do Tribunal do Júri;
f) os prefeitos municipais;
g) o “habeas-corpus”, quando o paciente for 
qualquer das pessoas referidas nas alíneas “c”, 
“d” e “e”, ou quando a coação for atribuída à Mesa 
Diretora ou ao Presidente da Assembleia Legislativa, 
ao Conselho Superior da Magistratura, ao Corregedor-Geral da Justiça, ao Procurador-Geral de Justiça, a Juiz 
de primeiro grau, ao Corregedor Geral do Ministério 
Público, ao Conselho Superior do Ministério Público, 
a Procurador ou Promotor de Justiça, aos Secretários 
de Estado, ao Comandante Geral da Polícia Militar e 
ao Comandante Geral do Corpo de Bombeiros Militar;
h) as ações rescisórias e as revisões criminais 
em processos de sua competência;
i) as reclamações para a preservação de sua 
competência ou garantia da autoridade das suas 
decisões;
j) as execuções de sentenças nas causas de sua 
competência originária e os embargos que lhe forem opostos, facultada a delegação de competência para a 
prática de atos processuais;
l) o mandato de injunção, quando a elaboração 
da norma for atribuição do Governador do Estado, da 
Assembleia Legislativa ou de sua Mesa Diretora, dos 
Tribunais de Contas do Estado e dos Municípios ou do 
próprio Tribunal de Justiça;
m) os conflitos de competência entre juízes;
n) a restauração de autos extraviados ou 
destruídos, quando o processo for de sua competência;
o) o mandado de segurança e o “habeas data” 
impetrados contra atos do Governador do Estado, 
da Mesa Diretora, ou do Presidente da Assembleia 
Legislativa, do próprio Tribunal de Justiça, de 
seu Presidente ou membro integrante, de juiz de 
primeiro grau, dos Tribunais de Contas do Estado 
e dos Municípios, do Procurador-Geral de Justiça, 
do Procurador-Geral do Estado, dos Secretários de 
Estado, do Comandante Geral da Polícia Militar e do 
Comandante Geral do Corpo de Bombeiros Militar;
IX – julgar, em grau de recurso, as causas 
decididas pelos órgãos do primeiro grau, assim como o agravo e os embargos de declaração contra as suas 
decisões ou acórdãos. Artigo 46 da Constituição do Estado de Goiás

### Composição
De acordo com o Regimento Interno atualizado do Tribunal de Justiça de Goiás, integram ao órgão:
I - o Tribunal Pleno;
II - o Órgão Especial;
III - as Seções Cíveis;
IV - as Seções Criminais;
V - as Câmaras Cíveis;
VI - as Câmaras Criminais;
VII - a Presidência;
VIII - a Vice-Presidência;
IX - o Conselho Superior da Magistratura;
X - a Corregedoria-Geral da Justiça;
XI - a Ouvidoria;
XII - as Comissões Permanentes previstas neste Regimento;
XIII - a Escola Judicial do Tribunal de Justiça do Estado de Goiás – EJUG.